# Pterostylis smaragdyna
Pterostylis smaragdyna är en orkidéart som beskrevs av David Lloyd Jones och Mark Alwin Clements. Pterostylis smaragdyna ingår i släktet Pterostylis och familjen orkidéer.
Artens utbredningsområde är Victoria i Australien. Inga underarter finns listade i Catalogue of Life.